# Spånka NKPG
Spånka NKPG (uttal: Spånka Enkåpege) var en svensk housegrupp från Norrköping. ”Spånka” är Norrköpingsslang för spårvagn.

## Historia
Gruppens rötter kan spåras tillbaka till 1997, då flera av medlemmarna (som hade egna pågående houseprojekt) gick samman för att starta ett skivbolag. Resultatet blev Spånka NKPG där grupper som Royal Family, Nasty Boo & Flash och Dukes of Disco gav ut ett antal singlar med start 1998.
Ivrigt uppmuntrade av Calle Dernulf på radioprogrammet P3 Dans samlades de bästa av dessa på samlingsalbumet "Spånka NKPG volume 1" 2001. Nasty Boo & Flash hade nu förkortat sig själva till NBF, och vissa låtar hade sång av Falana. På skivan medverkade även hela kollektivet under namnet Tillsammans. Albumet belönades året efter med en Grammis för "Bästa klubb/dans 2001".
De inblandade artisterna insåg nu att man arbetade bäst tillsammans, och namnet på skivbolaget blev nu även namnet på gruppen. Flera singlar följde, och 2003 kom nästa album, logiskt betitlat "Spånka NKPG volume 2". Denna lämnar delvis debutalbumets tillbakablickar på det sena 1980-talets house till förmån för influenser från elektronica, jazz-house och filterdisco.
Året efter spelade man tillsammans med den Norrköpingsboende hästhoppningsryttaren Malin Baryard-Johnsson in singeln "Do You Wanna Ride?", där hon pratsjöng och smackade sig genom låten. Singeln och videon fick stor medial uppmärksamhet, och var som högst på singellistans andraplats.
2005 kom det tredje albumet, "City of the Golden King". Skivan nominerades för en Grammis samma år. Här hade man bjudit in flera gäster på sång; Marit Bergman och Moneybrother. Den animerade videon till "Livin' Lovin'" gjordes av Andreas Paleologos och utspelade sig i centrala Norrköping. Man gav också ut maxisingeln "Extended Play" med flera varianter av låten "High" från debutalbumet, vilken utvecklats under livespelningar.
Sommaren 2006 släppte man mp3-låten "Vad jag behöver / What I Need", där man för första gången hör gruppen på svenska.
Under 2011 började Grentzelius och Bjuvander åter att ge ut housemusik, nu som duon Dirtytwo.

## Musikalisk profil
Gruppen hade ända från början spelat en mjuk dansant house med inspiration från den gospelfyllda Deep House som skapades i New York under det sena 1980-talet. Eftersom man var en grupp och hade inslag av icke datorbaserade instrument spelade de ofta livekonserter, något som vidare utvecklade gruppen.
Spånka NKPG gjorde genom åren remixer åt andra artister, exempelvis Alcazar, Håkan Lidbo, Veronica Maggio och Moneybrother.
Medlemmarna ansåg att det varit viktigt att vara kvar i Norrköping, man ville visa att det gick att göra dansmusik på egen hand i landsorten.

## Medlemmar
- Fredric ”Frosche” Lindgren (Renmark) (sång och textförfattare)
- Fredrik Bjuvander (produktion och klaviatur)
- Anders ”Gresse” Grentzelius (produktion och programmering)
- Bosse Sundborg (produktion och gitarr)
- Petter Edlund (produktion och klaviatur) - lämnade gruppen 2005

"Frosche" skrev huvuddelen av gruppens texter.
Vid livespelningar hade man oftast haft med sig  Niclas Lindblom (bas)  Joachim Westman (saxofon och tvärflöjt) samt Alvaro Zepeda (Congas). Dan Bessing var även bandets basist under de först åren.